# Le Mondial oublié
Pour plus de détails, voir Fiche technique et Distribution.
Le Mondial oublié ou La Coupe du monde disparue, de titre original en italien Il Mundial dimenticato, est un faux documentaire et un documentaire parodique italo-argentin des réalisateurs Lorenzo Garzella et Filippo Macelloni, sorti en 2011. Il raconte une hypothétique Coupe du monde de football de 1942 (qui n'a jamais existé) en Patagonie. Le documentaire parodique utilise de nombreux entretiens avec des personnalités comme Roberto Baggio, Gary Lineker, Jorge Valdano ou encore João Havelange pour rendre réaliste son propos,.
Selon les réalisateurs, ce tournoi aurait été à l'initiative du Comte Otz, un aristocrate hongrois installé en Argentine. Seule l'Allemagne nazie ayant accepté d'y participer, des équipes ont été constituées à partir d'Italiens, d'Espagnols, de Français ou d'Anglais déjà présents en Amérique Latine. Deux équipes d'autochtones y prirent également part : les Mapuches (qui se rendirent jusqu'en finale contre les Allemands) et les Tchuelchas.

## Diffusions en France
- Le film est diffusé le 1er juin 2014 sur Canal+.
- Le film fait également l'ouverture de la 2e édition du festival La Lucarne en juin 2014.